# Rémy Belvaux
Rémy Nicolas Lucien Belvaux (ur. 10 listopada 1966 w Namur, w Belgii, zm. 4 września 2006 w Orry-la-Ville, we Francji) – belgijski aktor, scenarzysta, producent i reżyser filmowy.
Był autorem nakręconego w 1992 roku thrillera Człowiek pogryzł psa, w którym także grał jedną z ról. Wystąpił również w krótkometrażowym filmie Comme une vache sans clarine i serialu Les carnets de monsieur Manatane. Realizował także reklamy.
Był młodszym bratem Lucasa Belvaux (ur. 14 listopada 1961), aktora i reżysera oraz Bruno Belvaux, dramaturga.
4 września 2006 w Orry-la-Ville zmarł w wieku 39. lat. Popełnił samobójstwo.